# 有限集合
数学中，一个集合被称为有限集合，簡單來說就是元素個數有限，嚴格而言則是指有一个自然数n使该集合与集合{\displaystyle \{1,2,\ldots ,n\}}之间存在双射。例如 -15到3之间的整数组成的集合，这个集合有19个元素，它跟集合{\displaystyle \{1,2,\ldots ,19\}}存在雙射，所以它是有限的。不是有限的集合称为无限集合。
也就是说如果一个集合的基数是自然数，那这个集合就是有限的。所有的有限集合都是可数的，但并不是所有的可数集都是有限的，例如所有素数的集合。
有一个定理（戴德金定理、參考分劃）是：一个集合是有限的当且仅当不存在一个该集合与它的任何一个真子集之间的双射。